# 絶望グッドバイ
「絶望グッドバイ」（ぜつぼうグッドバイ）は2001年12月12日にリリースされた藤井隆の3枚目のシングル。発売元はアンティノスレコード。

## 収録曲
1. 絶望グッドバイ
作詞：松本隆、作曲：筒美京平、編曲：本間昭光
日本テレビ系「TVおじゃマンボウ」エンディングテーマ
2. 絶望グッドバイ（カラオケ）

| スタブアイコン | サブスタブ | この項目は、まだ閲覧者の調べものの参照としては役立たない、シングルに関連した書きかけの項目です。この項目を加筆・訂正などしてくださる協力者を求めています（P:音楽/PJ:楽曲）。 |